# 异株荨麻
异株荨麻（学名：Urtica dioica）是荨麻科荨麻属的植物。分布在喜马拉雅西部、北非、亚洲、欧洲、北美以及中国大陆的西藏、新疆、青海等地，生长于海拔3,300米至3,900米的地区，常生长在山坡阴湿处。莖葉表面遍佈毒刺，碰觸時會注入許多化學物質，造成刺痛。

## 文化意義
因為其螫人的特性，在歐洲文化不時提到異株蕁麻。《伊索寓言》有一個故事《男孩與蕁麻》：
```
 一個男孩被蕁麻螫了，他告訴母親：「我只是輕輕碰了一下。」母親回答：「所以你才被螫。下回用盡全力摸，你就不會被螫。」
```

據研究，用力抓確實比較不容易被螯。愛爾蘭劇作家肖恩·奧凱西的《朱諾與孔雀》也引用此典故。莎士比亞的《亨利四世·第一部》第二幕第三場也用蕁麻和花朵分別暗喻危險和安全。
歐洲許多語言的俚語中提到蕁麻。
- 英語「抓蕁麻」（to grasp the nettle）意思是大膽行動，可能源自上述故事[2]。
- 英語「被蕁麻了」（nettled）意思是對某事感到不快[3]。
- 德語「坐在蕁麻叢裡」（sich in die Nesseln setzen）是遇到麻煩的意思。
- 匈牙利語和塞爾維亞語「閃電不打蕁麻」（匈牙利語：csalánba nem üt a mennykő）意思是壞人不會遇上麻煩。[4]
- 荷蘭語「蕁麻的狀況」（netelige situatie）表示困境。
- 法語「不要把奶奶推進蕁麻叢」（faut pas pousser mémé dans les orties）意思是不要得寸進尺。

蕁麻疹的名稱來自有些人被蕁麻螯時會發生蕁麻疹。

## 应用

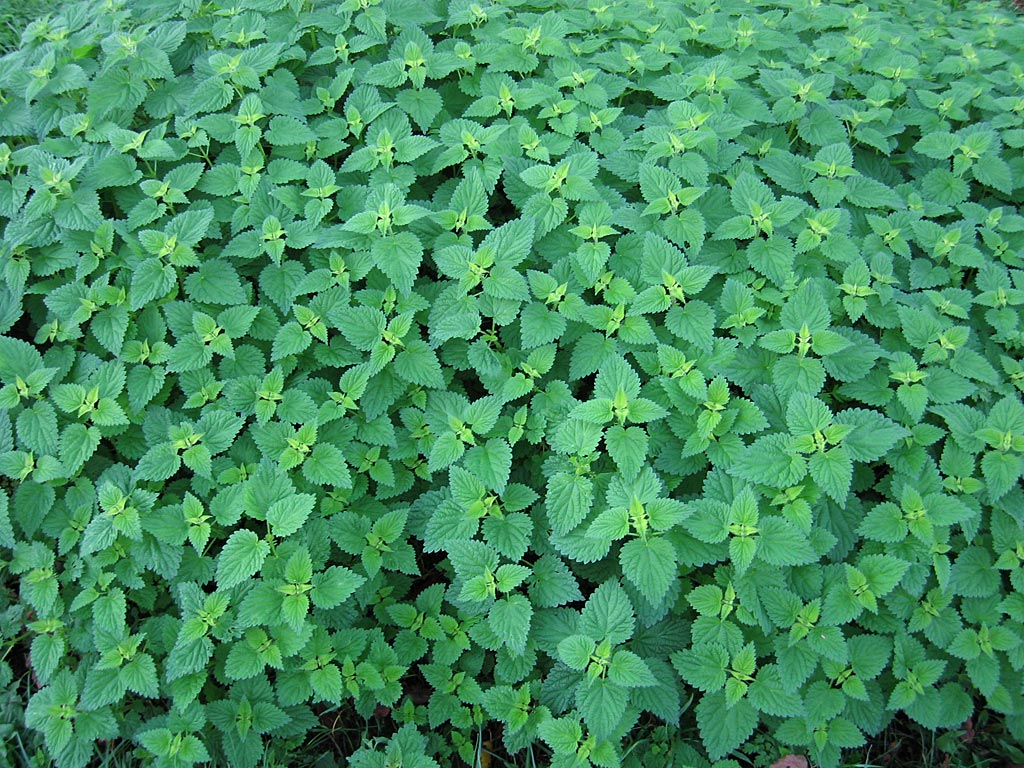
荨麻幼芽

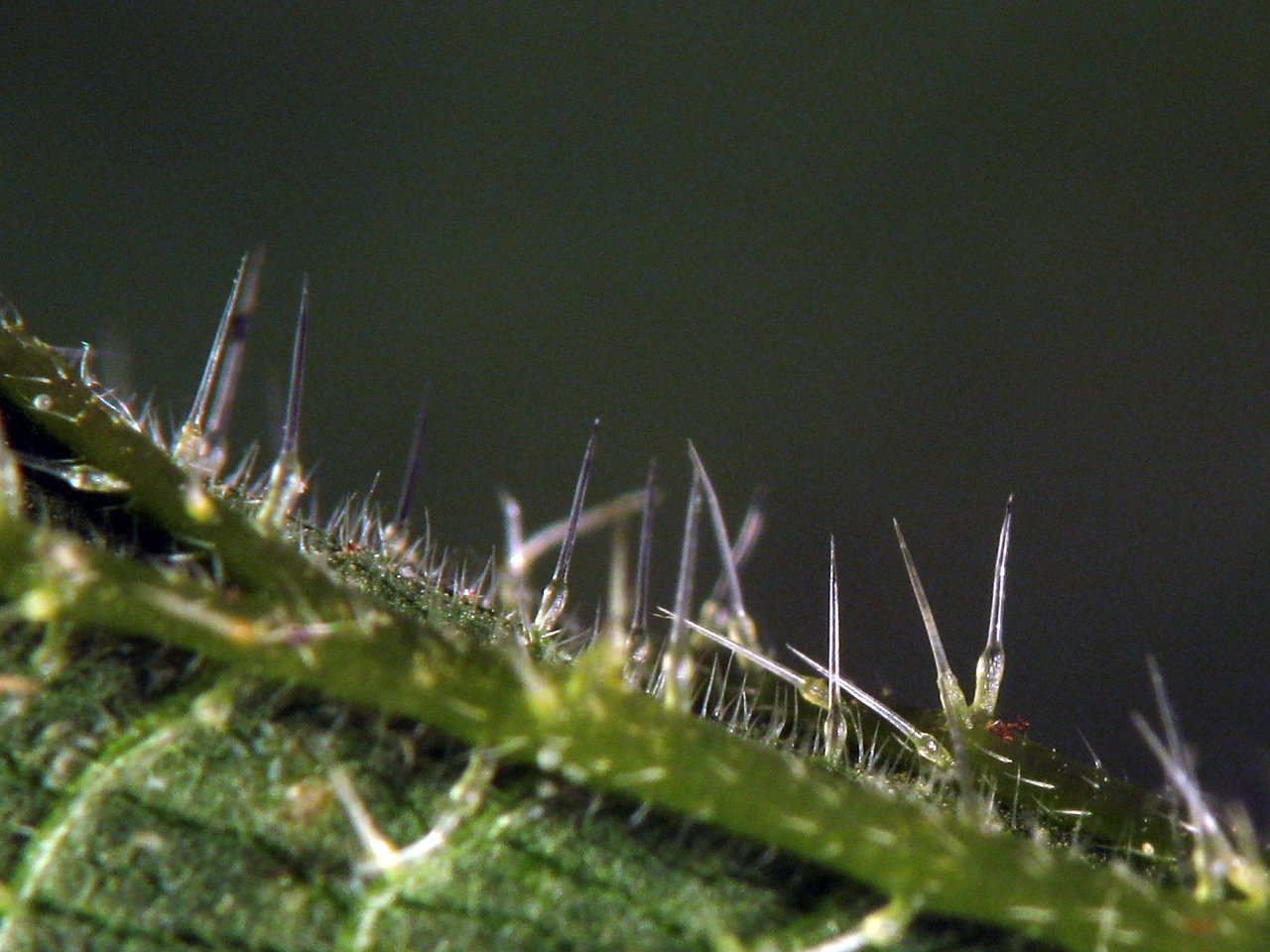
荨麻刺的细部

### 食用
荨麻叶浸泡后可以去除其毒性食用，尤其是嫩芽非常可口，适宜作汤或作为蔬菜，用荨麻汤在北欧尤其流行。除了煮湯，也可以混入麵食或乳酪，例如康沃爾·雅格芝士。與其他蔬菜相比，蕁麻算是非常營養的蔬菜，富含有維生素A、C、鐵、鉀、鎂、鈣，尤其蛋白質含量可達乾重的四分之一。開花後在葉肉中產生鐘乳體，不適合食用。英國多塞特郡從1986年起有一吃蕁麻比賽，參賽者比賽在有限時間內誰能生吃最多蕁麻。

### 药用
荨麻的药用是作为一种催乳剂，曾经试验用荨麻的叶汁作为慢性鬱血性心衰竭病人的利尿剂。
民间偏方用荨麻刺激皮肤可以缓解风湿病造成的痛苦。荨麻制剂可以止痛、用于治疗关节炎、贫血症、干草热可肾脏疾病。用在洗发液中可以防止头皮屑，据说还可以医治湿疹。
荨麻根的提取物曾试验用于良性前列腺增生治疗。
由于鲜荨麻叶含有高浓度的维生素K，民间用其在受伤时止血。
可作為利尿劑、去痰劑、止痛劑和滋補劑。對於良性前列腺增生、貧血、關節炎、風濕病、乾草熱、其他過敏性的疾病、腎臟疾病和吸收不良症候群有益。改善甲狀腺腫、發炎情況和肺部黏液情形。用於頭髮的保養產品上，有助於刺激頭髮毛囊和調節頭皮油脂的聚集。

### 工业应用
荨麻茎可以用于造纸、纤维可以用于纺织工业，纤维比较粗糙。

### 用來傷人
2010年在厄瓜多有一個有司法自治權的原住民社群處罰一名殺人犯在市中心眾目睽睽下裸體被蕁麻和皮條鞭打，他同時還背著重物被潑冷水。

## 書目
- 昆明植物研究所. . 《中国高等植物数据库全库》. 中国科学院微生物研究所.   [2009-02-25].[永久]